# Fast and Furious (film 1939)
Fast and Furious è un film statunitense del 1939 diretto da Busby Berkeley.